# Saltasaurus
A Saltasaurus (nevének jelentése 'Salta-gyík') a titanosaurida sauropoda dinoszauruszok egyik neme, amely a késő kréta korban élt. A sauropodák között aránylag kicsinek számító, de a ma élő állatokhoz viszonyítva, még mindig masszív Saltasaurus diplodocidaszerű (a hátsó részén tompa fogakkal ellátott) fejjel rendelkezett. Ez volt a legelső sauropoda, amely a bőrébe ágyazódott lemezekből álló páncélzattal együtt vált ismertté. A felfedezése óta több, kis csontos lemezekkel (a modern krokodilokra is jellemző bőrcsontokkal) együtt megőrződött titanosaurida maradványaira is rátaláltak. Mikor a Saltasaurus csontmaradványoktól független lemezeit felfedezték, a hasonlóság alapján úgy vélték, hogy egy ankylosaurushoz tartoztak. Egy bőrcsontokból álló, az állat hátán végigfutó tarajt a diplodocida sauropodák esetében is felfedeztek.

## Felfedezés és fajok
A Saltasaurus első leírását 1980-ban José Bonaparte és Jaime E. Powell készítette el, akik az állat hosszát 12 méterre, tömegét pedig 7 tonnára becsülték, amivel a sauropodák között kicsinek számít. A többi sauropodához hasonlóan a Saltasaurus is növényevő volt. Neve arra az észak-argentínai területre utal, ahol első fosszíliáit megtalálták. Később Uruguayban további hozzá tartozó maradványokat fedeztek fel.
A Saltasaurusnak jelenleg csak egyetlen faja ismert, a S. loricatus, ugyanis a S. australist időközben egy másik nembe, a Neuquensaurusba sorolták be. A Saltasaurus fosszíliáihoz csigolyák, végtagcsontok és különféle állcsont darabok, valamint a páncélzat részei tartoznak. Úgy tűnik, hogy e lemezeken tüskék is voltak, de erre nincs egyértelmű bizonyíték. Valamennyi ismert példányát Argentínában, a Lecho-formációban fedezték fel, ami késő kréta kor campaniai vagy maastrichti korszakában keletkezett.
A farok középső részéről származó csigolyák közepe meghosszabbodott. A Saltasaurus sekély benyomódásokra emlékeztető oldalsó csigolyárkokkal rendelkezett. Sekély benyomódásokra emlékeztető árkok találhatók a Malawisaurus, az Alamosaurus, az Aeolosaurus és a Gondwanatitan csontvázán is. A Venenosaurusnál emellett bemélyedéshez hasonló árkok is megfigyelhetők, melyek bemélyedései a csigolya mélyebb részére hatolnak, ahol két kamrára oszlanak, és még inkább kiterjednek.
A Saltasaurus orsócsontjai a Venenosaurusénál robusztusabbak voltak.

## Változó elképzelések
A kréta időszaki Észak-Amerikában a sauropodák már nem számítottak domináns növényevő dinoszauruszoknak, az Edmontosaurushoz hasonló hadrosauridák ugyanis jóval elterjedtebbé váltak. Más földrészeken, például Dél-Amerikában és Afrikában (az akkoriban a mai Ausztráliára hasonló szigetkontinenseken) azonban a sauropodák, és főként a titanosaurusok domináns növényevők maradtak (lásd még: allopatrikus fajképződés.)
A Saltasaurus e titanosaurusok egyikeként körülbelül 70 millió évvel ezelőtt élt. A felfedezésekor, 1980-ban az őslénykutatók arra kényszerültek, hogy felülvizsgálják egyes sauropodákkal kapcsolatos feltételezéseiket, mivel ezek az állatok, ahogy maga a Saltasaurus is krokodilszerű 10–12 centiméter átmérőjű páncélelemeket (bőrcsontokat) viseltek. Korábban azt feltételezték, hogy a súlyos sauropodák számára a méretük önmagában is elegendő védelmet nyújtott. Ezután viszont az őslénykutatóknak fontolóra kellett venniük annak lehetőségét, hogy esetleg más sauropodák, például az argentin Laplatasaurus is páncélzattal rendelkeztek.

## Szaporodás
Az argentínai Patagónia területén levő Auca Mahuevóban egy nagy titanosaurus fészkelőhelyet fedeztek fel (egy beszámoló szerint Spanyolországban egy másikat is találtak). Ezen a helyen több száz nőstény saltasaurida ásott lyukat a hátsó lábaival, hogy fészekaljanként körülbelül 25 tojást helyezzen el, melyeket földdel és növényekkel takartak be. A kis, nagyjából 11–12 centiméter átmérőjű tojások fosszilizálódott, apró, gyöngyszerű pikkelyekből álló mozaik páncélzatot megjelenítő teljes bőrlenyomatokkal együtt megőrződött embriókat tartalmaznak.

## Képek

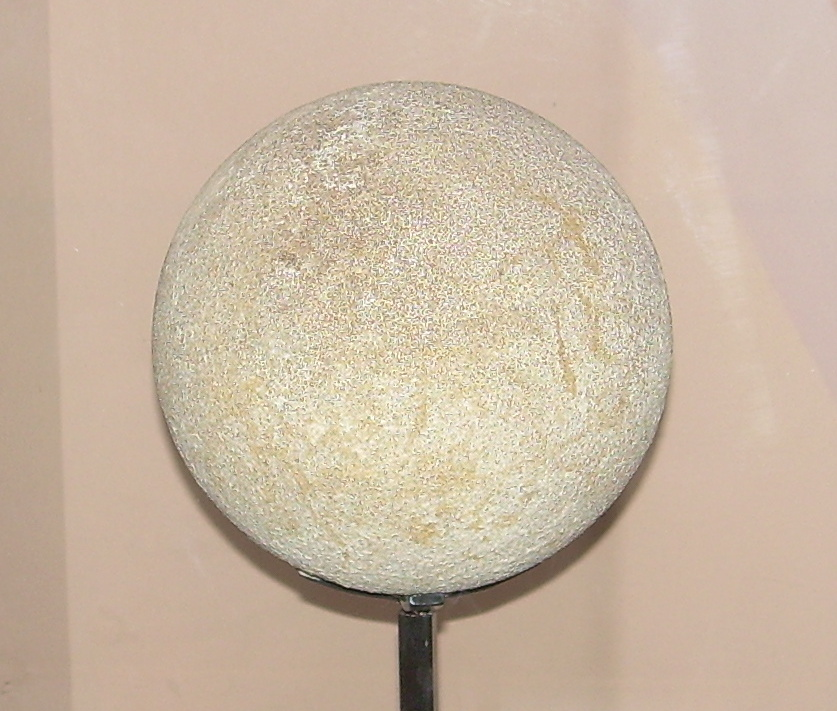
A Saltasaurus loricatus tojása az Ősi Élet Észak-Amerikai Múzeuma (North American Museum of Ancient Life) kiállításán
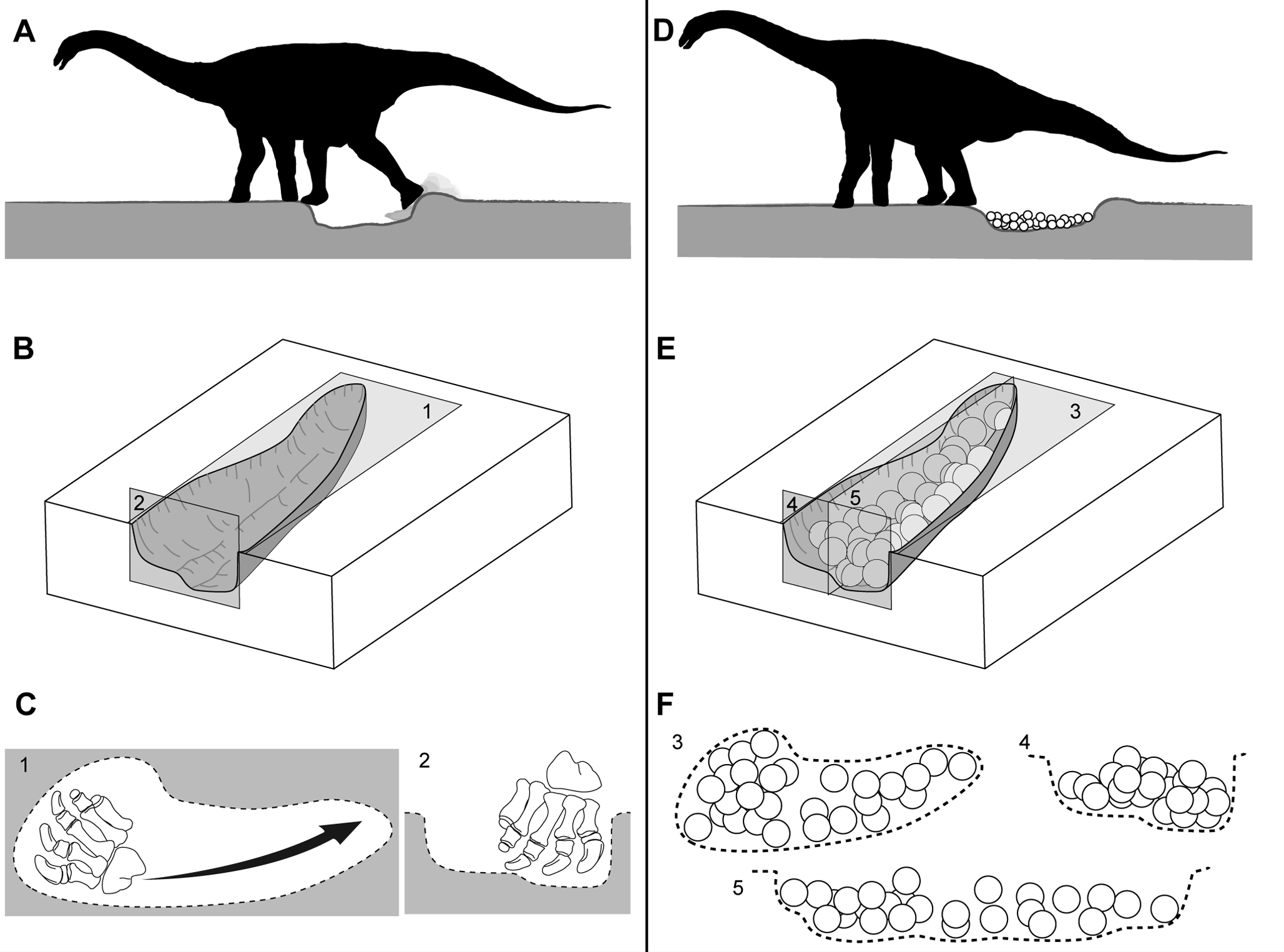
A titanosaurusok fészkeinek felépítése és a tojások elhelyezkedése
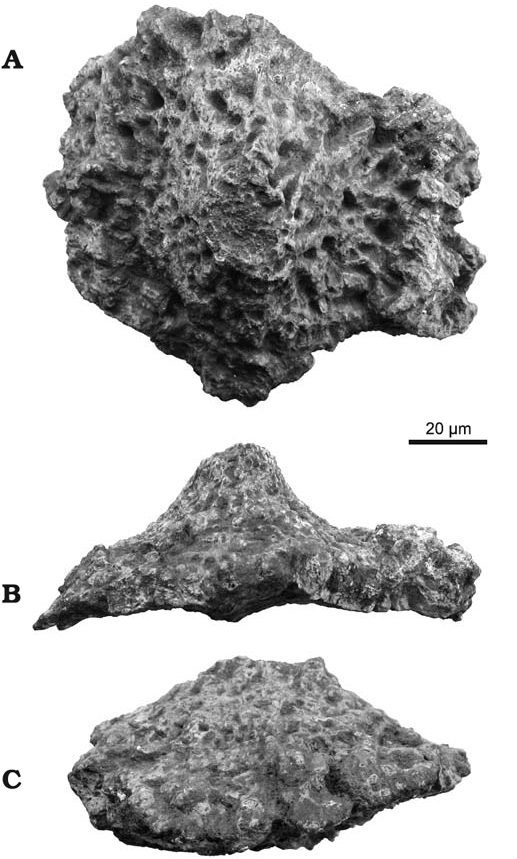
A bőrcsontjai

## Popkulturális hatás
A Saltasaurus látható a Discovery Channel által készített Dinoszauruszok bolygója című dokumentumfilm-sorozat egyik részében.

## Fordítás
- Ez a szócikk részben vagy egészben  a   Saltasaurus című angol Wikipédia-szócikk ezen változatának fordításán alapul.  Az eredeti cikk szerkesztőit annak laptörténete sorolja fel. Ez a jelzés csupán a megfogalmazás eredetét és a szerzői jogokat jelzi, nem szolgál a cikkben szereplő információk forrásmegjelöléseként.

## Ajánlott irodalom
- Chiappe, Luis, Dingus, Lowell. Walking on Eggs: The Astonishing Discovery of Thousands of Dinosaur Eggs in the Badlands of Patagonia. Scribner (2001. június 19.). ISBN 0-7432-1211-8